# Tanjung Pinang II
Tanjung Pinang II is een bestuurslaag in het regentschap Ogan Ilir van de provincie Zuid-Sumatra, Indonesië. Tanjung Pinang II telt 1372 inwoners (volkstelling 2010).